# Estação General San Martín
A Estação General San Martín é uma das estações do Metro de Buenos Aires, situada em Buenos Aires, entre a Estação Retiro e a Estação Lavalle. Faz parte da Linha C.
Foi inaugurada em 17 de agosto de 1937. Localiza-se na Avenida Santa Fe. Atende o bairro do Retiro.